# Schindhaubasistunnel

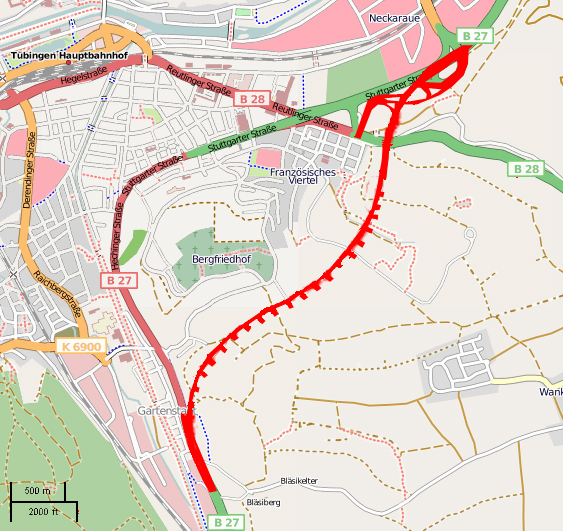
Planung des Ausbaues der B 27 bei Tübingen

Der Schindhaubasistunnel ist ein Teil des geplanten vierspurigen Ausbaus der Bundesstraße 27 bei Tübingen. Er befindet sich noch in der Genehmigungsplanung und soll vom Bläsibad beim Tübinger Stadtteil Derendingen bis zum Knoten der Bundesstraßen 27 und 28 gehen. Der im aktuellen Konzept 2,3 km lange Tunnel soll der schnelleren Durchfahrt und der Entlastung der Tübinger Südstadt dienen. Mit einer Fertigstellung des Tunnels ist frühestens in den 2030er-Jahren zu rechnen.

## Geschichte
Erste Planungsunterlagen wurden 2001 in Berlin vom Tübinger Regierungspräsidenten Hubert Wicker eingereicht. Nachdem sich der Tübinger Gemeinderat 2002 für diese Streckenvariante (den langen Schindhaubasistunnel) entschieden hatte, nahm der politische Druck zu, diese Variante zu realisieren. In Berlin wurden die Planungen zunächst bis 2004 nicht freigegeben – auf politischen Druck hin erfolgte die Entscheidung für den langen Schindhautunnel, der in den Bundesverkehrswegeplan 2003 als vordringlicher Bedarf aufgenommen wurde.
Nachdem der Bundesrechnungshof seine Bedenken im August 2011 aufgegeben hatte, konnte das Regierungspräsidium Tübingen die weiteren Maßnahmen zur Vorbereitung des Planfeststellungsverfahrens ergreifen. 2012 wurde vom Regierungspräsidium ein Entwurf für den Tunnel vorgestellt, dessen nördlicher Anschluss vom Tübinger Oberbürgermeister Boris Palmer sowie Bürgern als „monströs“ empfunden wurde. In der Folge wurde gemeinsam mit den betroffenen Parteien an einem neuen Konzept für den Nord-Anschluss (B27/B28-Knoten) gearbeitet, welches schließlich 2015 der Öffentlichkeit präsentiert wurde. Dieser Prozess galt als gutes Beispiel für erfolgreiche Bürgerbeteiligung.
Im Herbst 2019 wurde der Vorentwurf des Regierungspräsidiums an das BMVI übersandt. Dieses gab im Mai 2021 den Gesehenvermerk ab. Im Vorgriff waren 2020/21 bereits Bohrungen zur Erkundung des geologischen Untergrunds durchgeführt worden. Entlang der geplanten Trasse wurden 23 Kernbohrungen in etwa 100 bis 200 Meter Abstand bis zu einer Tiefe von 99 Meter durchgeführt.
Im Juni 2024 stellte das Regierungspräsidium Tübingen den Antrag auf Erteilung des Planfeststellungsverfahrens.

## Konzept
Das Konzept sieht einen 2,3 km langen Tunnel vor, welcher aus zwei Röhren mit je zwei Fahrstreifen bestehen soll. Kostenschätzungen aus dem Jahr 2015 für den Tunnel selbst beliefen sich auf rund 170 Millionen Euro, während für das gesamte Bauprojekt mit 217 Millionen Euro gerechnet wurde. In einer neuen Berechnung von 2019 wurden Gesamtkosten von 338 Millionen Euro ermittelt. Demgegenüber haben sich Stand 2024 die Kosten noch einmal um 40 % erhöht.

## Kritik
Im Juni 2023 wandte sich ein Bündnis aus Tübinger Klima- und Umweltschutzgruppen gegen den Tunnel. Sie kritisieren den Fernstraßenausbau generell und halten den Tunnel für nicht mehr zeitgemäß. Das Bündnis um die Tübinger Fridays-For-Future-Gruppe argumentiert, dass gesellschaftlich zum Erreichen des 1,5-Grad-Ziels eine umfassende Verkehrswende notwendig sei, die bis zur frühestmöglichen Fertigstellung des Tunnels Mitte der 2030er-Jahre zu derartigen Veränderungen führen würde, dass eine vierspurige B27 nicht mehr notwendig wäre. Zudem empfindet das Bündnis die Baukosten für zu hoch und sieht die Gelder besser in Klimaschutz- und Verkehrswendeprojekten investiert.
Im November 2024 hat eine Gruppe unter dem Motto „Schindi Verhindi“ eine temporäre Waldbesetzung am Nordportal des geplanten Tunnels errichtet. Sie fordern den sofortigen Planungsstopp und kündigen bei Weiterführung der Planung eine dauerhafte Waldbesetzung an.
Als alternativen Weg zur Entlastung der Anwohner – bis Veränderungen durch die Verkehrswende spürbar werden – schlägt die Initiative Ausweitungen der Geschwindigkeitsbegrenzungen und zusätzliche Querungsmöglichkeiten der B27 alt vor. Als Alternative für den Straßenverkehr verweist sie auf die A81.
Die Belange des Radverkehrs sind bisher (Stand Ende 2024) nicht berücksichtigt. Sämtliche Relationen, die das betroffene Gebiet durchqueren, werden entweder noch weiter verschlechtert oder ganz durchschnitten. Die Anbindung an den geplanten Schnellradweg RS19 Tübingen - Reutlingen fehlt.
Im Juni 2025 färbten Klimaaktivisten Bäume, die für den geplanten Tunnel gerodet werden sollen über Nacht mit Löschkalk ein, um die betroffenen Waldflächen zu visualisieren.